# Nuestra Señora de Alarcos
Nuestra Señora de Alarcos és una ermita d'estil gòtic localitzada en Alarcos (província de Ciudad Real - Espanya) declarada bé d'interès cultural el 1980. D'estil gòtic i planta basilical, sobre la seva porta s'obre una gran rosassa de traceria. Aquest santuari està dedicat a la Verge d'Alarcos, el romiatge de la qual se celebra el dilluns de Pentecosta.
Situada en l'extrem nord-est del turó que forma el parc arqueològic d'Alarcos, a 10 km de Ciudad Real, en el marge esquerre del riu Guadiana. Actualment s'accedeix a ella per una obertura a la muralla medieval de l'antic castell construït per Alfons VIII de Castella.
Curiosament és a escassos cents metres del Santuari Iber d'Alarcos, si bé no hi ha constància d'una ocupació continuada a la part alta del turó durant època romana que pogués fer pensar que la seva ubicació està basada en una possible tradició sagrada del lloc.

## Història

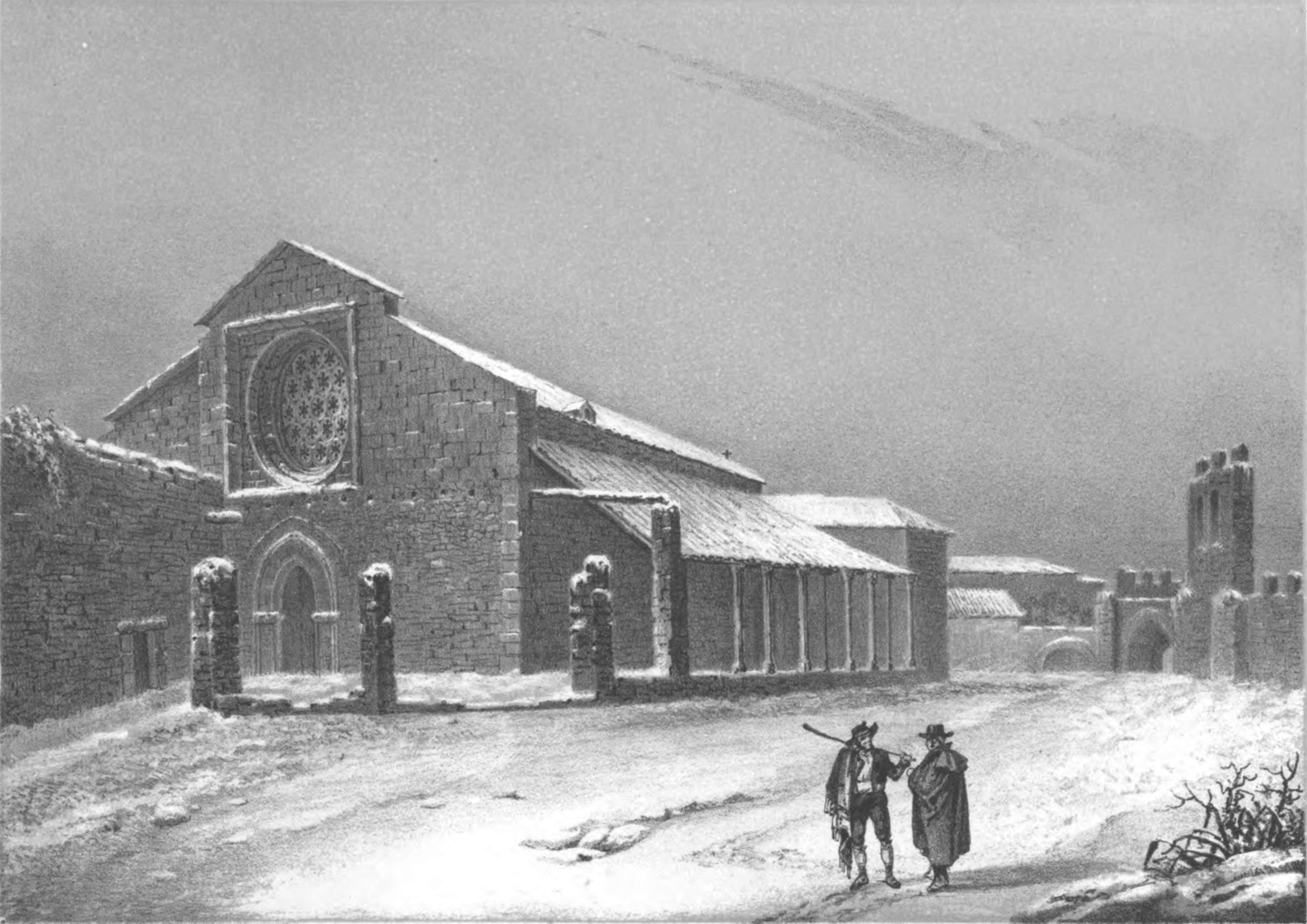
Gravat de Francisco Javier Parcerisa, en 1853.

El 18 de juliol de 1195, als peus del turó on està situada l'ermita, es va desenvolupar la batalla d'Alarcos, que va enfrontar a les tropes d'Abu-Yússuf Yaqub al-Mansur amb les del rei castellà Alfons VIII, que va ser derrotat i va facilitar la seva ocupació musulmana durant disset anys. No va ser fins a la batalla de Las Navas de Tolosa, el 16 de juliol de 1212, que va ser reconquerit el territori i l'inici d'un període de creixement de Ciudad Real (antigament denominada "Vila Real") va permetre construir l'edifici del santuari entre els segles xiii i xiv.

## Arquitectura

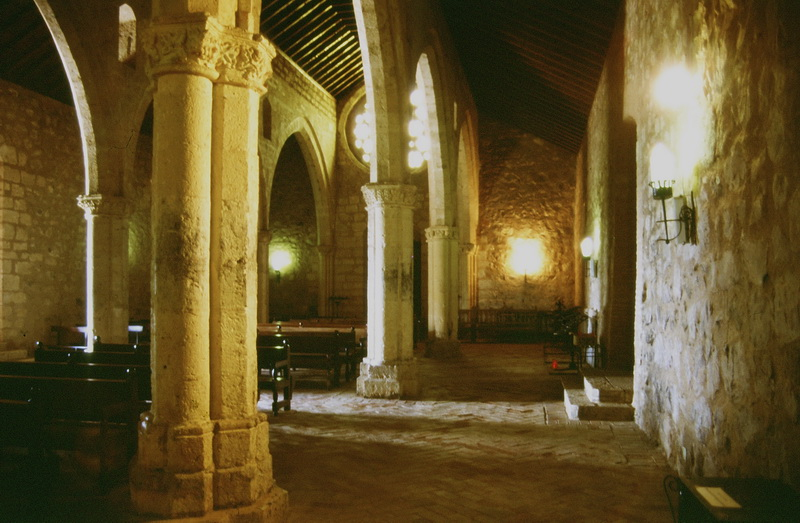
Interior de l'ermita de Nuestra Señora de Alarcos

Edifici constituït per tres naus i planta de creu llatina, concebut amb simbologia catòlica, en representar el nombre tres la Santíssima Trinitat. Les naus estan separades per deu pilars octogonals de pedra calcària, que suporten vuit arcs apuntats. Conservant la capella absidal el seu caràcter romànic.
La façana principal, orientada cap al sud-oest, destaca per la seva gran rosassa de traceria, enfonsat dins d'un marc quadrat, està format per dinou lòbuls tallats en pedra. Va ser copiat per a la rosassa de la catedral de Ciudad Real.
La façana sud-est, té un porxo sustentat per vuit columnes de pedra, que continua amb la sostrada de l'església, d'enteixinat simple i coberta de teula. Originalment era de traça mudèjar amb alfarjes pintats.